# Арвика
Арвика (на шведски: Arvika) е град в западната част на централна Швеция, лен Вермланд. Главен административен център на едноименната община Арвика. Намира се на около 300 km на запад от столицата Стокхолм и на 60 km на северозапад от Карлстад. Получава статут на град през 1811 г. Има жп гара и летище. Населението на града е 14 244 жители според данни от преброяването през 2010 г.